# Oddo (cognome)
Oddo è un cognome di lingua italiana.

## Varianti
Audifredi, Odaglia, Odasi, Odazi, Odazio, Odazzi, Odda, Oddenino, Oddera, Oddi, Oddicini, Oddini, Oddino, Oddone, Oddoni, Oddono, Odella, Odelli, Odello, Odera, Odero, Odetti, Odi, Odicini, Odifreddi, Odifredi, Odino, Odone, Odoni, Otero, Ottella, Otteri, Ottieri, Ottin, Ottini, Otto, Ottobelli, Ottoboni, Ottoli, Ottolia, Ottolin, Ottolina, Ottolini, Ottone, Ottonelli, Ottonello, Ottoni, Uttini.

## Origine e diffusione
Cognome tipicamente centro-settentrionale, compare prevalentemente in Piemonte e Liguria.
Potrebbe derivare dal prenome Oddo, dal gotico aud, "ricchezza": presenta quindi elementi in comune con i cognomi Aldi, Altieri, Audi e Oberti.
Le varianti Oddone, Audifredi e Odifredi sono liguri e piemontesi; Ottonello è ligure, piemontese e siciliano; Uttini è emiliano-romagnolo e piemontese.

## Persone
Vedi le persone di cognome Oddo